# Flora (Erfurt)

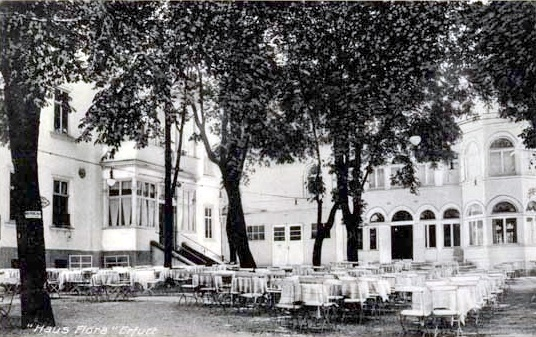
Gaststättengarten (ca. 1920)

Flora war ein Gaststättenensemble in Erfurt, Steigerstraße 18, das von 1876 bis 2017 bestand.

## Geschichte

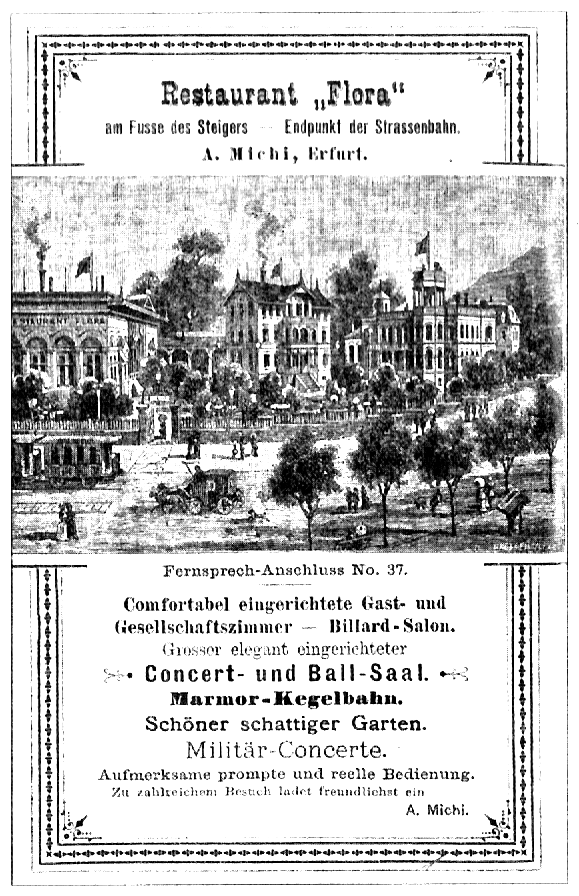
Anzeige von 1896

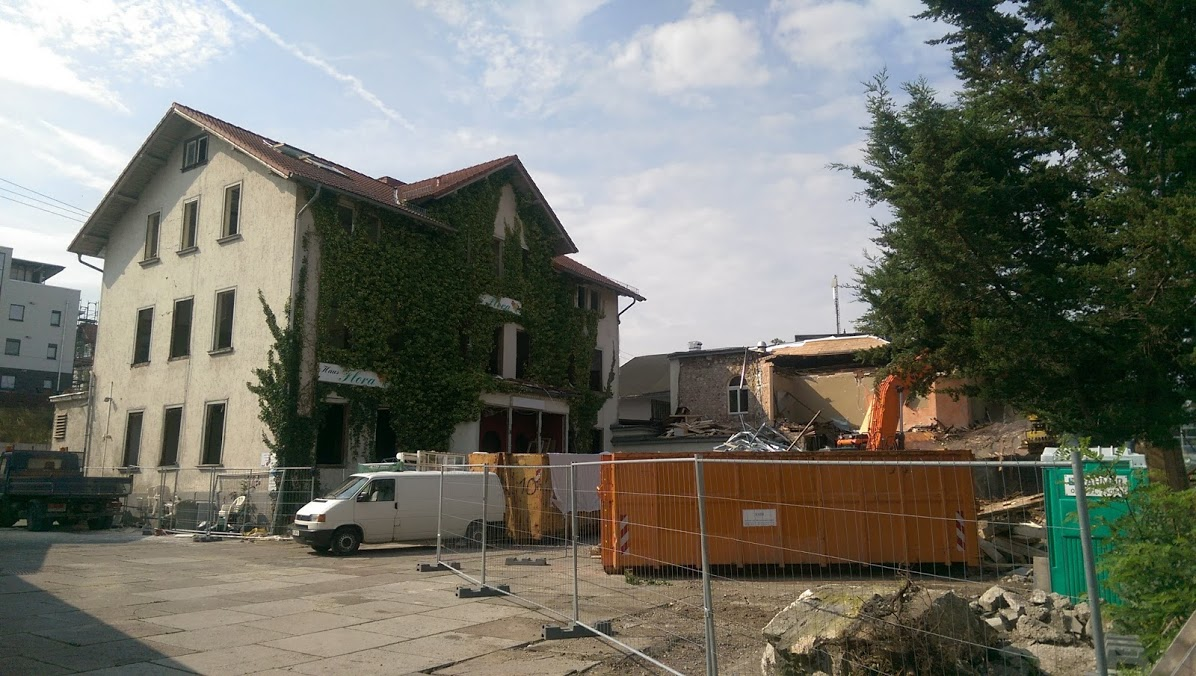
Haus Flora von Norden (2017)

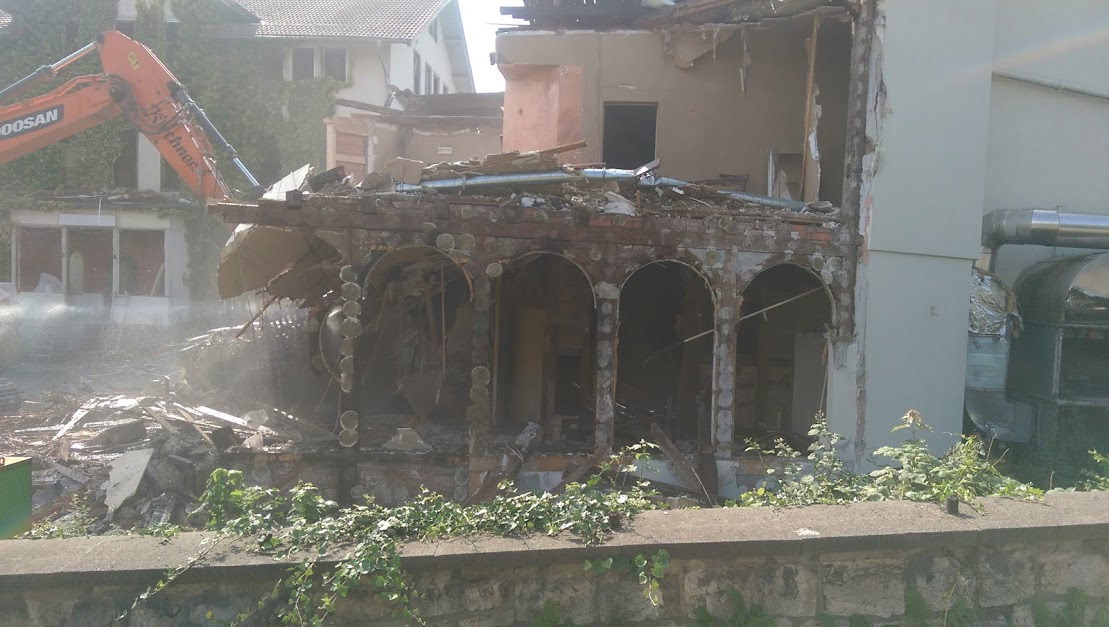
Der Saalbau beim Abbruch (2017)

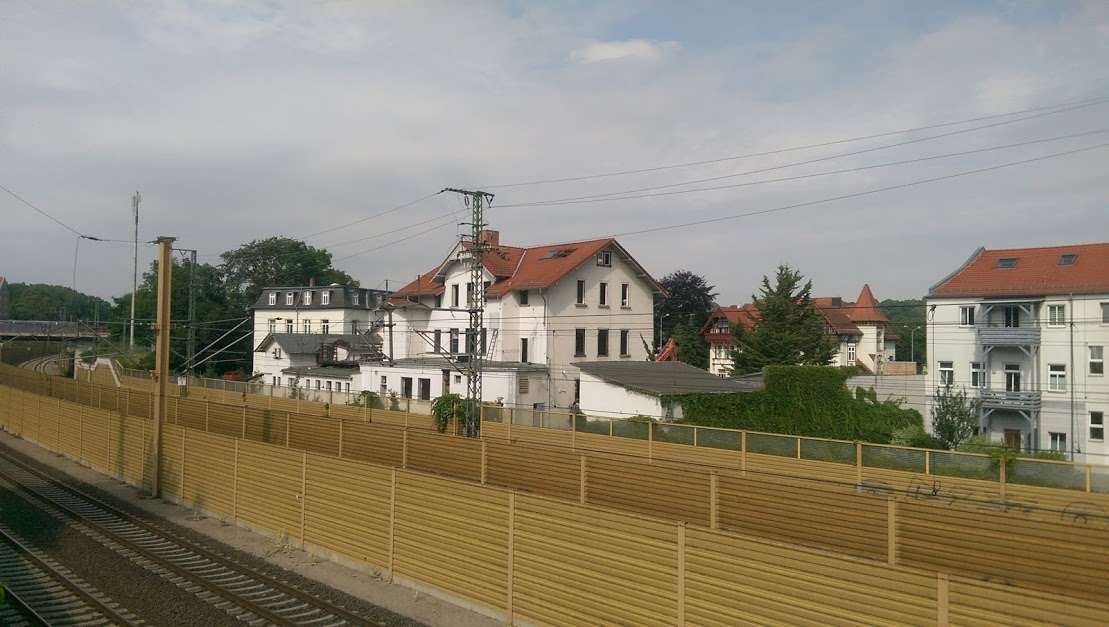
Haus Flora von Süden (2017)

Es handelte sich um ein Ensemble aus drei Häusern, die um eine als Restaurantgarten genutzten Freifläche angeordnet waren. Das ca. 1870 errichtete Hauptgebäude war ein zweigeschossiger verputzter Fachwerkbau im Schweizerstil mit einer vorgelagerten Freitreppe, einer zweigeschossigen Loggia und Zwerchhaus. Die überstehenden Giebel waren mit durchbrochenen Holzwerk verziert. Links daneben stand ein wohl etwas später errichteter eingeschossiger Saalbau mit rundbogigen Fenstern, der als Kaffeehaus genutzt wurde. Rechts befand sich ein zweigeschossiges Gebäude mit einem charakteristischen, achteckigem Eckturm, der ursprünglich auch als Aussichtsturm diente. In ihm befanden sich ebenfalls eine Gaststätte und ein 1876 erwähnter „Concert- und Ballsaal“. Zudem gab es eine „Marmor-Kegelbahn“ und einen „Billard-Salon“.
1896 wurde das Lokal durch A. Michi betrieben. 1923 kaufte es Ernst Schieblich, in dessen Familie es zwei Generationen verblieb. Auch in den 20er und 30er Jahren war das am Endpunkt der Straßenbahn liegende Lokal bei den Erfurtern sehr beliebt und diente vor allem als Ausflugslokal für Spaziergänge im Steigerwald. Zudem blieb es ein vielbesuchter Ort für Tanzabende, Varietés, große Gesellschaften und Bälle. Während des Zweiten Weltkrieges wurde das Haus Auffanglager für Flüchtlinge aus dem Osten. Zu DDR-Zeiten erfolgte die Bewirtschaftung der Häuser zunächst noch durch Schieblichs Tochter Charlotte, verheiratete Dübber. Diese verpachtete später das Anwesen an die Handwerkskammer, die dort ein „Haus des Handwerks“ einrichtete.  Da die Pachterträge jedoch so gering waren, dass eine Instandhaltung nicht möglich war, verkaufte sie das Anwesen schließlich für 70.000 Mark an die Pächter. Nach der Wende erwarb ein Interessent das Ensemble für über eine Million Deutsche Mark. Das Hauptgebäude wurde saniert und für Wohnungen genutzt. Im rechten Nebengebäude befand sich eine Weinhandlung. Der Saal diente ab 1993 als Party-Kneipe „Sockenschuss“ und 2000 bis 2016 als Diskothek „C1“. Ende Juni 2017 wurde das gesamte Ensemble abgerissen, um zwei Wohnblocks mit je elf Eigentumswohnungen zu errichten.